# Сент-Килда (Виктория)
Сент-Килда — пригород столицы Виктории, в 6 км к юго-востоку от центрального района Мельбурна. Органы местного самоуправления располагаются в близлежащем городе Port Phillip. По данным переписи населения 2016 года, количество жителей Сент-Килды составляло 20 230 человек.
Своё название Сент-Килда получила от Чарльза Ла Троба, который являлся суперинтендантом района Порт-Филлип, в честь шхуны «Леди Сент-Килда», которая большую часть 1841 года стояла на якоре у главного пляжа, а также от капитана судна и первого поселенца лейтенанта Джеймса Росса Лоуренса.
В Викторианскую эпоху Сент-Килда стал любимым районом элиты Мельбурна, и многие роскошные особняки были построены вдоль его холмов и набережной. На рубеже веков берег Сент-Килда стал излюбленным местом развлечений, с электрическими трамвайными линиями, связывающими пригороды с приморскими аттракционами, бальными залами, кинотеатрами и кафе, к тому же скопления людей привлекал пляж Сент-Килда. Большинство особняков превратились в гостевые дома, а сады были застроены новыми жилыми домами, что сделало Сент-Килду самым густонаселенным пригородом Мельбурна. Послевоенная Сент-Килда стала районом красных фонарей Мельбурна, а гостевые дома стали гостиницами. С конца 1960-х годов Сент-Килда стала известна своей богемной культурой, домом для многих известных художников, музыкантов и представителей субкультур, включая панков и представителей ЛГБТ. Несмотря на то, что некоторые представители этих групп всё ещё обитают в Сент-Килде, с 2000-х годов район пережил бурную джентрификацию, вытеснив многие низкие социально-экономические группы в другие районы. Сент-Килда снова стремится к привлечению обеспеченных граждан.
В Сент-Килда расположено большинство достопримечательностей Мельбурна, Парк развлечений Luna Park, Пирс Сент-Килда, отель Esplanade, улицы Экленд и Фицрой. Как и прежде туристов и местных жителей привлекает центральный пляж Сент-Килда и несколько театров, а также периодически проводимые крупные мероприятия и фестивали Мельбурна.

## Название
До утверждения официального названия Сент-Килда в 1841 году Чарльзом Ла Тробом, который был суперинтендантом района Порт-Филлип в Новом Южном Уэльсе, район именовался по-разному: «зеленый холм», «панк-Таун» и «деревня Фарехэм». Он был назван в честь шхуны Леди Сент-Килда, которой владел сэр Томас Экленд с 1834 по 1840 год. В 1840 году Томас Экленд продал судно Джонатану Канди Поупу из Плимута, который отбыл в Порт-Филлип в Мельбурне в феврале 1841 года. Там судно использовалось как грузовое, в январе 1842 года оно было пришвартовано в бухте Хобсон и выставлено на продажу в обмен на овец. Позднее судно причалило и стояло на якоре почти год у главного пляжа, который вскоре стал известен как «побережье Сент-Килда».
Шхуна Леди Сент-Килда была названа в честь леди Grange, которая была заключена в тюрьму на острове Хирта, самом большом острове архипелага Сент-Килда, на западной окраине Шотландии, её мужем в 1734-40 годах.

## История
Район Euroe Yroke (ныне известный как Сент-Килда) был заселён примерно 31 000 — 40 000 лет назад. Были найдены свидетельства присутствия человека и его жилищ вдоль Альберт-парка и озера, а также топоры, которые, скорее всего, были заточены на скалах из песчаника позади главного пляжа. Есть предположения, что древнее дерево, стоящее на углу Фицрой-стрит и Куинс-Роуд, использовалось как священное место для проведения танца корробори. Большая часть территории к северу от современной улицы Фицрой была заболочена частью дельты реки Ярра, которая включала обширные области водно-болотных угодий, земель и редкой растительности.
Первым европейским поселенцем в Сент-Килде был Бенджамин Бакстер примерно в 1839 году. Он был поселенцем из Мельбурна, арендовавшим пастбище. В 1840 году в Сент-Килде находилась первая карантинная станция Мельбурна для шотландских иммигрантов.
Район был официально назван Сент-Килда в 1841 году. Первая продажа королевских земель в Сент-Килде состоялась 7 декабря 1842 года. Первый участок был куплен Джеймсом Россом Лоуренсом, который был хозяином Леди Сент-Килды до 1842 года. С тех пор Лоуренс обосновался в Мельбурне. Его участок был ограничен тремя разобранными дорогами. Одну из них он назвал Экленд-стрит в честь Томаса Экленда, его работодателя до 1840 года, который никогда не был в районе Порт-Филлип. Оставшиеся две улицы превратились в Фицрой-стрит и Эспланаду (Мемориальная доска на пересечении улиц Экленд и Фицрой указывает месторасположение квартала). К 1845 году Лоуренс разделил и продал землю, на которой построил дом. Земля у берегов моря за Эспланадой продолжала принадлежать королевству.
В течение нескольких лет Сент-Килда стала модным районом для богачей, а коренные народы были вытеснены в близлежащие области. В жаркие летние месяцы с возвышенности над пляжем дул прохладный свежий бриз.
Сент-Килда стала отдельным муниципалитетом 24 апреля 1857 года, и в том же году железнодорожная линия соединила Сент-Килду с Мельбурном, а кольцевую линию — со станцией Виндзор. Эти железнодорожные линии сделали Сент-Килду ещё более привлекательным местом для поселения или посещения пляжа и пирса Сент-Килды, где было комфортно принимать морские ванны и проводить различные мероприятия, которые именовались Кубком Сент-Килды — крикетный и боулинг-клубы были образованы в 1855 и 1865 годах соответственно. К середине 1860-х годов в Сент-Килде было около пятнадцати отелей, включая George (который назывался Terminus в 1857 году).

### Земельный бум
Население Сент-Килды более чем удвоилось между 1870 и 1890 годами, составив около 19 000 человек. К земельному буму 1880-х годов Сент-Килда превратилась в район больших особняков, больших вилл на нескольких уровнях, больших террас и роскошных отелей, особенно вдоль главных улиц, таких как Фицрой-стрит, Грей-стрит и Экленд-стрит, в то время как на других улицах располагались виллы и террасы более скромных размеров. В районе, известном как Сент-Килда Хилл, на другой стороне Хай-стрит (теперь известном как часть Сент-Килды на Сент-Килда-Роуд и первоначально застроенном домами и магазинами), между Веллингтон-стрит, Альма-Роуд и Чапел-стрит помимо больших домовладений и особняков, располагалась синагога Сент-Килды. Отель Esplanade был построен в 1878 году с видом на пляж Сент-Килда, а отель George напротив вокзала был значительно расширен в 1889 году. Менее широкие улицы с меньшими участками между большими поместьями были застроены скромными коттеджами и террасами, в которых размещали рабочее население области.
В более равнинных внутренних районах Ист-Сент-Килда также преобладали особняки и большие виллы на обширных землях, но также и более мелкие, более типичные дома викторианской эпохи. Большая часть области, которая теперь является Уэст-Сент-Килда, была заболочена, но восстановлена и застроена в 1870-х годах более крупными домами и террасами, в основном в районе, близком к Фицрой-стрит.
Кабельные трамвайные линии через Мельбурн были построены в конце 1880-х годов, с линией от Суонстон-стрит в центре Мельбурна вдоль Сент-Килда-Роуд до Сент-Килда-Джанкшн, завершённой к 1888 году, и линией от станции Виндзор на Чапел-стрит вдоль Веллингтон-стрит и Фицрой-стрит, а затем вокруг эспланады, открывшейся в 1891 году, что значительно облегчило доступность пригорода и пляжа.

### Застройка побережья
Бум 1880-х годов закончился крахом банковского сектора начала 1890-х годов и последующей депрессией, затронувшей все слои общества, и разорившей многих новых богачей. Многие из особняков Сент-Килды и просторных домов на террасах стали гостевыми домами, и богатая элита была вынуждена переселиться в другие престижные пригороды, например Брайтон и Турак.
С 1906 года Железные дороги Виктории управляли трамвайной линией, описанной как «электрическая уличная железная дорога», от станции Сент-Килда до Брайтона, через Грей-стрит, Баркли-стрит и Митфорд-стрит в Элвуде. Вскоре появились и развивающиеся электрические трамвайные линии в Восточном и юго-восточном пригородах, причём две линии заканчивались перед Луна-парком в 1913 году, а к ним присоединялась электрическая линия, которая заменила канатную дорогу в 1925 году, которая днём возила к пляжу туристов.
Карло Катани, уроженец Италии, местный житель и главный инженер отдела общественных работ, был одним из основателей Комитета по благоустройству береговой линии Сент-Килды, созданного в 1906 году, для которого он создал проект. Его план предусматривал создание парков и газонов, дорожек и променадов, рокариев и садов, аллей из деревьев и пальм вдоль берега. Комитет также предоставлял аренду для различных операторов развлечений, желающих угодить растущему спросу отрасли, таких как парк развлечений Dreamland (1906—1909), спа-комплекс St Kilda (1910), который заменил «гимнастические ванны» 1862 года, Луна-парк (1912), Дворец танцев (1919 и 1926), театр Palais (1927) и многие другие. Катани умер в 1918 году, прежде чем смог увидеть полное воплощение своего проекта. Несколько достопримечательностей на побережье были названы в его честь, включая мемориальную башню с часами, сады и арку. В этом районе открывались и другие развлекательные комплексы — танцевальный зал Wattle Path Palais (позже ледовый каток St Moritz) на верхней Эспланаде и Зал для проведения мероприятий по соседству, а также кинотеатр Victory в 1928 году на углу Баркли и Карлайл (позже Национальный театр). Сент-Килда выполняла для жителей Мельбурна ту же функцию, что и Кони-Айленд для жителей Нью-Йорка. Экленд-стрит и Фицрой-стрит стали заполняться магазинами, часто построенными в палисадниках домовладений, в которых размещались многочисленные рестораны и кафе. Многоквартирное строительство также сосредоточилось в этом районе, некоторые в садах особняков, некоторые — на их месте после сноса или реконструкции, в результате чего Сент-Килда стала самым густонаселенным пригородом в Мельбурне.
Пригород полюбился одиноким людям или тем, кто хотел отстраниться от семейной жизни и погрузиться в мир поздних ночных развлечений, и создал пикантную репутацию. Она усугубилась Великой депрессией, и Сент-Килда стала центром роста многих социальных проблем Мельбурна, включая преступность, проституцию и злоупотребление наркотиками.
Сент-Килда полюбилась обеспеченной еврейской общине Мельбурна в 19-м веке в течение межвоенных лет. Да и сама община заметно выросла незадолго до и после Второй мировой войны за счёт беженцев из раздираемой войной Европы, и даже разделилась на ортодоксальную общину и реформаторскую, создав новые синагоги и школы. Они поселились в квартирах в Сент-Килде, Ист-Сент-Килде и Элвуде, а Экленд-стрит приобрела европейский колорит с многочисленными кондитерскими и лавками деликатесов. Кафе «Шахерезада» на улице Экленд было основано в 1950-х годах и десятилетиями подавало борщ и латке, став иконой для представителей общины. К 1980-м годам еврейское ядро Мельбурна переместилось на восток, в более богатый Колфилд, Экленд-стрит стала менее европейской и больше ориентированной на туристов выходного дня, пока, наконец, «Шахерезада» не переехала в Колфилд в 2008 году. Знаменитые кондитерские на Экленд-Стрит, где до сих пор подают кугельхопф и торт «Шварцвальд», напоминают об этой общине, хотя большинство из них больше не управляются владельцами еврейского происхождения.

### Спад

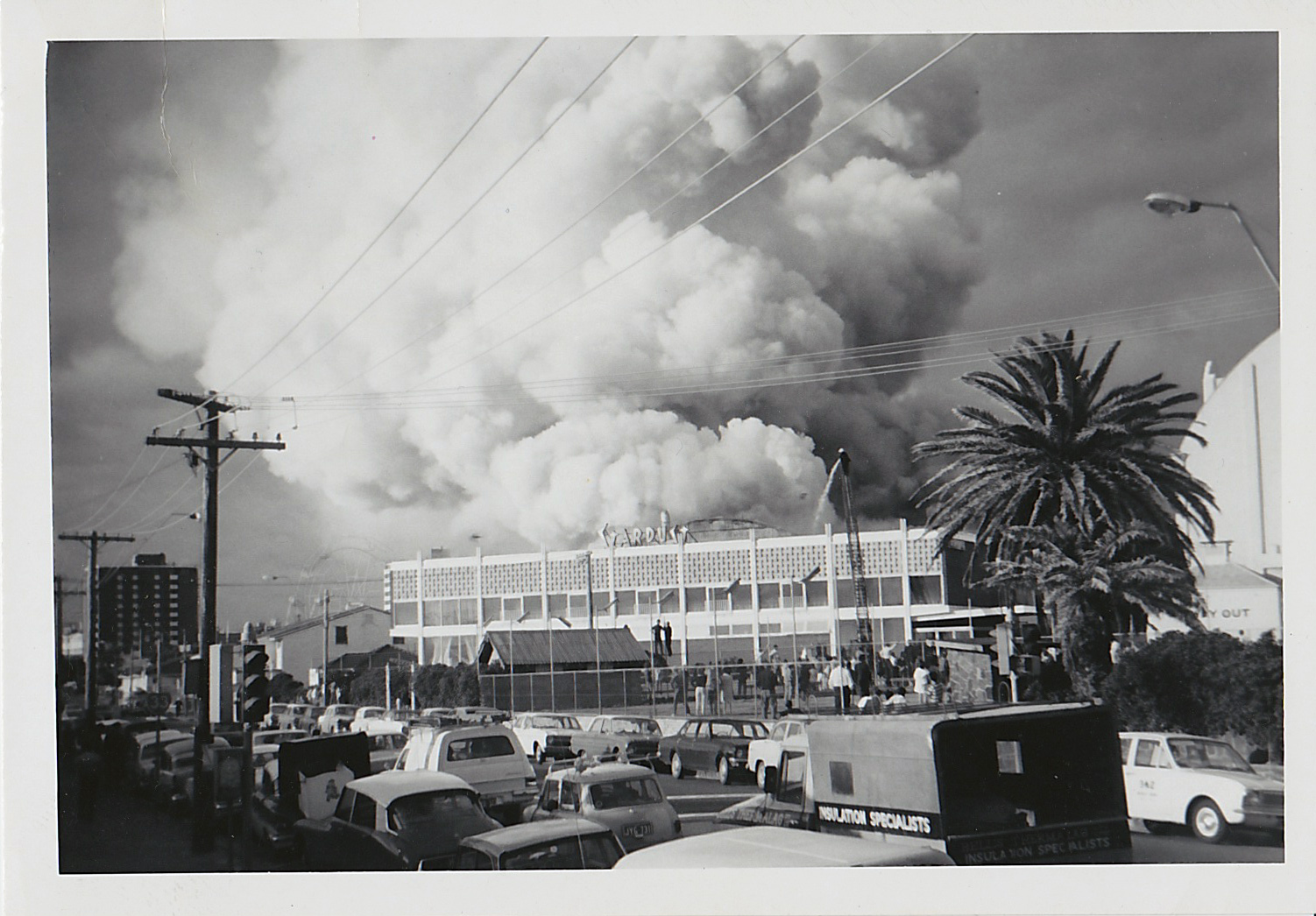
Stardust Lounge и Palais de Danse во время пожара 1968 году.

Во время второй мировой войны военнослужащие проводили время на пляже, где они также встречались с представителями противоположного пола, поддерживая репутацию Сент-Килды как места свободного от морали. Заведение Leo’s Spaghetti bar and gelateria было открыто к Олимпийским играм в 1956 году итальянским мигрантом как одно из первых итальянских ресторанов Мельбурна и быстро стал элитным местом досуга.
Благодаря многочисленному количеству мест для встреч и квартир, Сент-Килда стала одним из главных районов богемы города, а также привлекала представителей сексуальных меньшинств. С 1965 года, отель Mirka Mora Tolarno стал объектом внимания многих местных художников. К середине 1960-х годов район Фицрой-стрит стал известен проституцией, за счёт ряда кабаре, в том числе в некогда высококлассном отеле George.
В начале 1960-х годов работы на Нижней Эспланаде превратили её в скоростное шоссе между Marine Parade и Beaconsfield Parade, создав барьер для пляжа, за исключением пешеходного перехода и нескольких светофоров. В 1968 году Palais de Danse, примыкающий к Palais, был уничтожен огнем. Ночной клуб Palace был построен на его месте в 1971 году (в 2007 году это здание было закрыто, уничтожено пожаром и снесено).
В конце 1960-х годов Сент-Килда-Джанкшн была перестроена, чтобы создать подземный переход Queens Way с Dandenong Road, а в начале 1970-х годов Сент-Килда-Роуд (ранее High Street) от перекрестка до Карлайл-Стрит была расширена за счет сноса всех объектов недвижимости на западной стороне. Отель landmark Junction ликвидирован, и High Street, когда-то торговый центр Сент-Килды, перестал функционировать как таковой. Расширение также имело эффект создания физического барьера между берегом Сент-Килды, городским районом и восточными жилыми улицами.
В 1981 году ледовый каток St Moritz был закрыт, а около 1982 года он также был уничтожен пожаром.

### Джентрификация
В 1987 году железнодорожная линия Сент-Килда была закрыта, усовершенствована и вновь открыта, чтобы стать частью трамвайного маршрута 96, одной из первых линий легкорельсового транспорта в Мельбурне, заканчивающейся на улице Экленд.
В течение 1990-х годов Сент-Килда переживает расцвет джентрификации, благодаря интересу и усилиям яппи и из-за её близости к деловому району КБР. Возросшая стоимость аренды привела к тому, что многие «долгожители» Сент-Килды переехали, забрав с собой большую часть богемного и художественного характера этого района.
В 1991 году место, ранее занимаемое ледовым катком St Moritz, было застроено и открыто как отель St Moritz, который стал Novotel Bayside в 1993 году, а затем Novotel St Kilda в 1999 году.
В середине 1998 года Бектон, новый владелец отеля Esplanade, объявил о своём намерении построить 125-метровую 38-этажную башню позади исторического отеля. Однако местные жители были сильно обеспокоены этими планами и проект позже пришлось отменить.
11 сентября 2003 года в результате поджога сгорел символ Сент-Килды — 99-летний киоск, расположенный на причале. Администрация стремительно и безапелляционно отреагировала, взяв на себя обязательства по восстановлению его первоначального облика, максимально задействуя сохранившиеся конструкции и материалы.
В 2004 году Беймур-корт, знаковый представитель Испанской миссии 1920-х годов, представляющий собой квартиры и гостиничные номера, был снесён, несмотря на протестную кампанию Национального траста Виктории и Альянса Эспланады, в рамках подготовки к строительству высотного жилого дома на его месте.

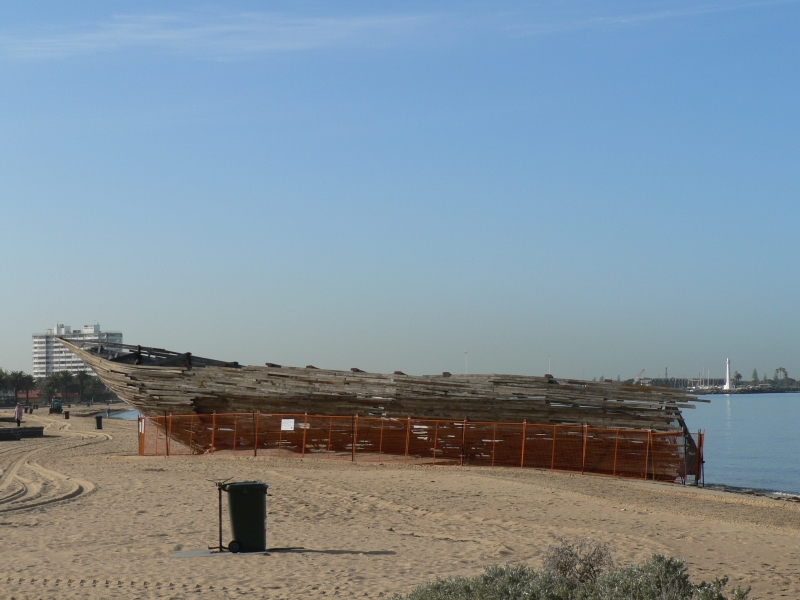
Леди-Сент-Килда скульптура на главном пляже в 2006 г.

К Играм Содружества 2006 года в Сент-Килде силами общественности был создан интерпретативный арт-объект под названием Леди-Сент-Килда — макет деревянной шхуны после кораблекрушения. Его посетило множество местных жителей и туристов, и скульптура оставалась на месте возведения ещё в течение многих месяцев. Однако она периодически подвергалась вандализму — её попросту разбирали на части. И к тому же конструкция была не прочной, поэтому местный Совет, обеспокоенный безопасностью в первую очередь детей, периодически «обследующих» нос корабля, постановил убрать скульптуру в ноябре 2006 года.
Территория, прилегающая к театру Palais, известная как Треугольник, включающая концертную площадку Palace, стала объектом серьёзной реконструкции, впервые предложенной в 2005 году. Проект предусматривал восстановление театра Palais, хотя многие выступали за снос Palace, одного из главных мест проведения живых концертов в этом районе. Чтобы отстоять Palace, понадобилось разбирательство в суде. По иронии судьбы, Palace эффектно сгорел в результате поджога, пожар угрожал и самому театру. Победивший проект реконструкции в 2007 году включал ряд аллей, променадов и дорожек, проходящих мимо ресторанов и питейных заведений, художественные инсталляции, развлекательные заведения, торговые точки и открытые пространства с ухоженными газонами. Дальнейшие споры вокруг новой застройки были вызваны тем, что арендаторы, освободившие Palais, незаконно вывезли 80-летние люстры.
В 2006 году были разработаны планы реконструкции береговой линии, которые включали расширение набережной и снос двухсотлетнего павильона, который знаменовал конец суши на пирсе Сент-Килды.
В 2006 году предложенный проект скейт-парка и бетонной городской площади над парковой зоной на улице Фицрой рядом с начальной школой в Альберт-парке вызвала значительные споры среди местных жителей. Совет получил большое количество возражений. Альтернативные места вдоль берега были проигнорированы Советом, и на участке, изначально планировавшемся под строительство, были вырублены все деревья ещё до того, как план реконструкции был представлен и обсуждён.

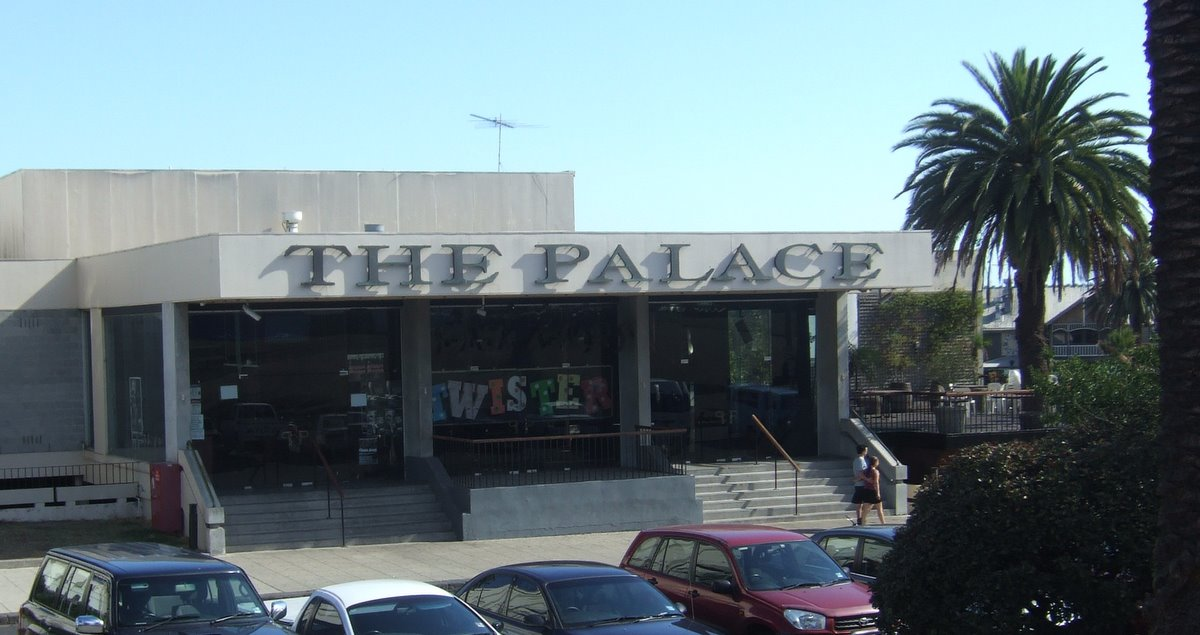
Palace — некогда популярная концертная площадка, была снесена вскоре после пожара в июле 2007 года

В феврале 2008 года Совет Порт-Филлипа одобрил предложение застройки Треугольника, несмотря на более чем 5000 письменных возражений (представляющих более четверти населения Сент-Килды). Это вызвало массовое возмущение в Сент-Килде, которое привлекло внимание средств массовой информации по всей Виктории , и местных групп активистов, включая Save St Kilda и UnChain St Kilda. Он сумели объединить тысячи жителей и заручиться поддержкой знаменитостей, включая Дэйва Хьюза, Магду Субзански и Рэйчел Гриффитс, в борьбе против местного Совета. Совет отказался обнародовать секретное соглашение между ним, застройщиками и правительством штата, которое фактически допускало передачу в собственность большого количества земель короны частным владельцам. Наряду с возмущением по поводу продажи общественных земель, многие жители считали, что правительство штата и Совет должны были финансировать реставрацию наследия сами, а не передавать расходы на застройщиков, которые предложили проект плотной застройки, чтобы возместить свои собственные расходы.
В мае 2008 года застройка скейт-парка была остановлена Верховным судом Виктории, постановившем, что Совет действовал ненадлежащим образом. Было назначено слушание дела в гражданском и административном суде Виктории. Мэр, в то время, Джанет Болито, прокомментировал эту ситуацию так: «Район останется общественным открытым пространством — просто, возможно, не зелёным».
В декабре 2009 года новый Совет, избранный в значительной степени для замены советников, которые одобрили скандальный проект застройки Треугольника, почти единогласно проголосовал за расторжение соглашения с застройщиками, согласившись выплатить им 5 миллионов долларов компенсации в течение трёх лет.

## Демография
| 2001  | 2006  | 2011  | 2016  |
| ----- | ----- | ----- | ----- |
| 15270 | 16122 | 17795 | 20230 |

По данным переписи населения 2016 года, в Сент-Килде проживало 20 230 человек. 51,3 % из них родились в Австралии. Следующими наиболее распространёнными странами рождения были Англия 5,2 %, Новая Зеландия 3,8 %, Индия 2,1 %, Ирландия 1,9 % и Китай 1,4 %. 66,2 % людей говорили только по-английски. Другие языки, которые используют жители Сент-Килды, включают северно-китайский 1,7 %, испанский 1,7 %, итальянский 1,5 %, французский 1,4 % и русский 1,2 %. Среди опрошенных 45,5 % не отнесли себя к какой-либо религии.
Сегодня Сент-Килда-это район резкого социального контраста, где многие бездомные и обездоленные живут рядом с богатыми и обеспеченными, и могут пересекаться у магазинов и кафе. Пригород с радушием принимает своих многочисленных путешествующих туристов, и обеспечивает комфортабельные условия для долгосрочного проживания.
В течение многих лет Сент-Килда имела самую высокую плотность населения среди районов Мельбурна и самую высокую среди столичных районов после Сиднея. Эта плотность достигнута путём работы Единой жилищной комиссии Виктории, контролирующей строительство как элитного жилья и апартаментов высокого класса, так и скромных дешевых квартир в бетонных панельных домах.
Несмотря на миграционные тенденции, Сент-Килда сохраняет небольшое количество этнических групп, хотя, как и большая часть внутренних районов Мельбурна, сообщество в значительной степени многокультурно. Здесь есть рестораны и магазины, представляющие культуру Италии, Японии, Китая, Индии, Франции, Ирландии, Вьетнама, Таиланда, Египта, а также местную и международную кухню. Ранее большая еврейская община пригорода сократилась, но большое количество синагог всё ещё функционирует в этом районе, а в Алма-Роуд расположен Еврейский музей Австралии. Итальянская община также существует в Сент-Килде более века, и её видным членом является Рон Барасси. Также в Сент-Килде проживает большое количество ирландцев. А французская община, поддерживаемая Альянсом Франсез, открывшем несколько школ и художественных галерей. Небольшая община из бывшего Советского Союза также обосновалась в соседнем районе, и открыла несколько магазинов в районе Карлайл-стрит. В то время как коренное австралийское население Мельбурна относительно невелико, в Сент-Килде проживает одна из самых крупных коренных общин.

## Культура
Сент-Килда имеет богатые культурные традиции и является домом для многих художников, а также местом проведения многих городских культурных событий.

### Театр и кино

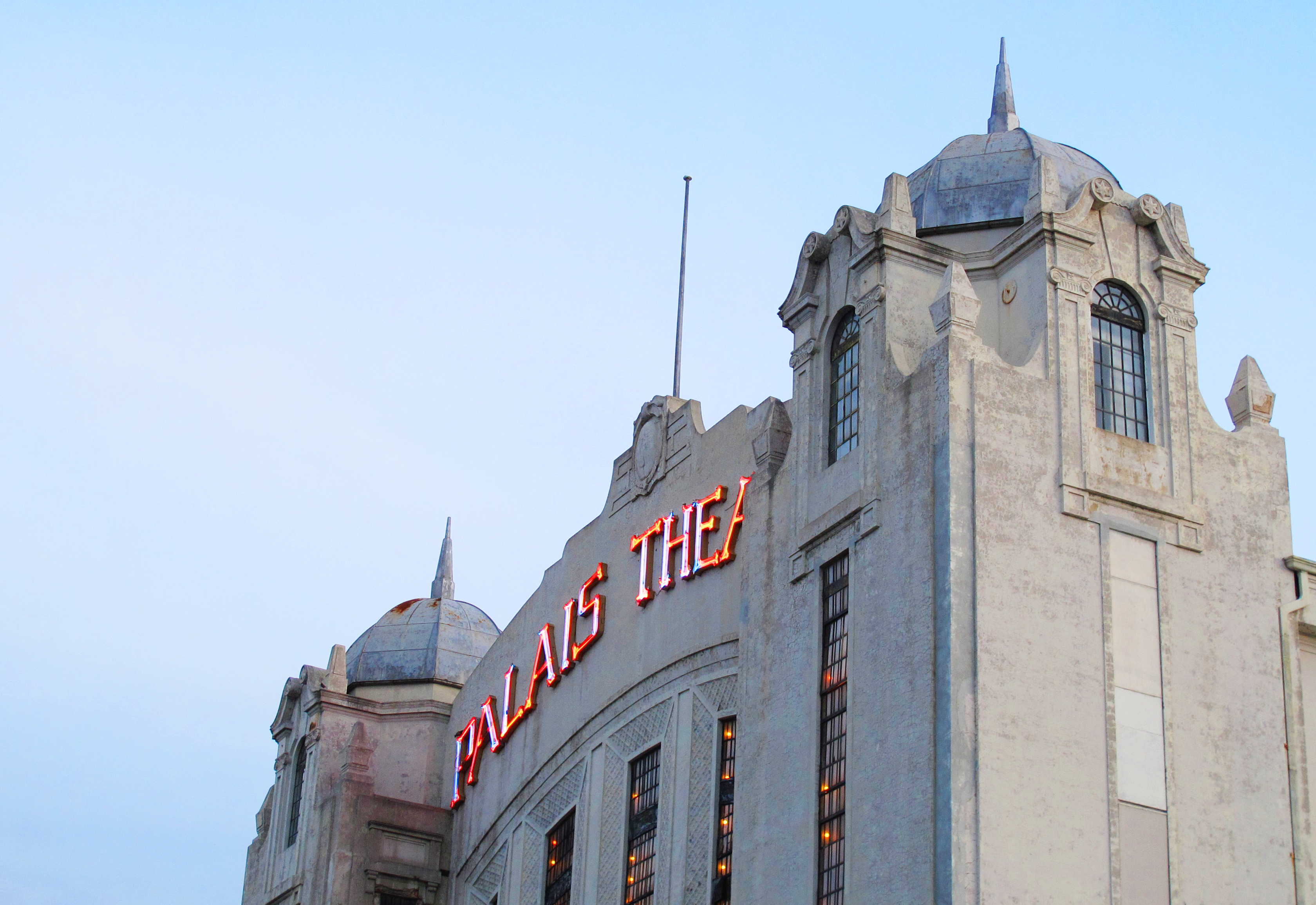
Театр Palais

В Сент-Килде есть три основных театра, каждый из которых удовлетворяет спрос различных нишевых потребностей, и все они входят в реестр наследия Виктории. Национальный театр (бывший «Виктори») на углу улиц Баркли и Карлайл-стрит — это театр исполнительских искусств, построенный в 1920 году в стиле бозар и являющийся домом для старейшей балетной школы в Австралии (основана в 1939 году). Театр Palais расположен на Эспланаде, построенный в 1927 году по проекту Генри Уайта как кинотеатр (ранее Palais Pictures). В настоящее время используется в качестве концертной площадки. Театр Астор на Чапел-стрит — это современный кинотеатр в стиле ар-деко, построенный в 1935 году по проекту Рэя Мортона Тейлора. Там расположен самый большой экран в Южном полушарии и он работает как артхаусный кинотеатр с собственным ежегодным кинофестивалем и частными услугами.

### Церкви и храмы

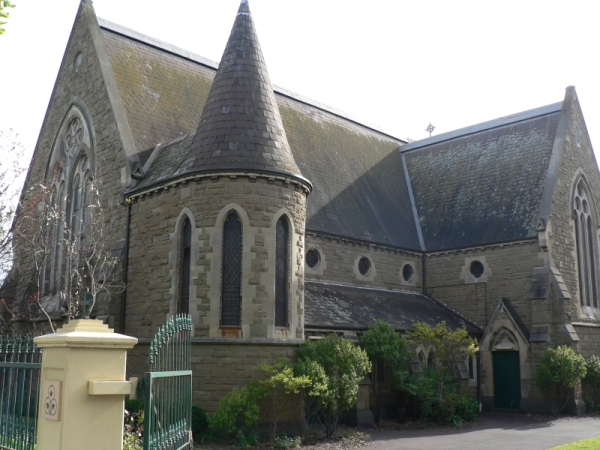
Церковь Святой Троицы

В Сент-Килде расположено множество культовых сооружений, построенных в течение многих лет, служившие местом проведения служб и обрядов в основном христианской и еврейской веры, хотя многие из церквей с тех пор были преобразованы для других целей. Еврейская община Сент-Килда, образованная между 1872 и 1880 годами на Чарнвуд-роуд, была одной из самых первых. Нынешнее здание, по диагонали противоположное первоначальному месту (теперь это многоквартирный дом), но расположенное в Чарнвуд-Гроув, было освящено 13 марта 1927 года.
Бывшая баптистская церковь, построенная в 1876 году на Crimea Street, 16, служила залом для собраний масонов до того, как стала собственностью гимназии Святого Михаила. Приходская Миссионерская Церковь Сент-Килды, построенная в 1877 году на углу Чапел и Карлайл-стрит, из цветного кирпича и шифера. Пресвитерианская церковь Сент-Килды, построенная в 1878 году на углу Альма-Роуд и Баркли-стрит, была спроектирована архитектурным бюро Wilson & Beswicke architects. Церковь Святого Сердца является достопримечательностью Сент-Килды с её высокой башней, построенной на Грей-стрит в 1890 году по проекту известного колониального архитектора Рида в партнёрстве с Henderson & Smart architects. Бывшая Объединённая Церковь Сент-Килда на углу улиц Фицрой и Принсес стала частью жилого комплекса в конце 1990-х гг. Церковь Святой Троицы, построенная между 1882 и 1889 годами на углу Брайтон-Роуд и Диккенс-Стрит, является ещё одной церковью Рида из Reed & Barnes. Англиканская церковь Всех Святых, расположенная на углу Данденонг-Роуд и Чапел-стрит, была спроектирована Натаниэлем Биллингом с закладным камнем, заложенным в 1858 году. Сейчас она считается самой большой англиканской приходской церковью в Южном полушарии, способной вместить 1400 человек, а также известна своим мужским хором, единственным приходским церковным хором в своём роде, оставшимся в Австралии. Среди других церквей выделяется комплекс Церкви Христа на углу улицы Экленд и церковной площади.

### События и фестивали

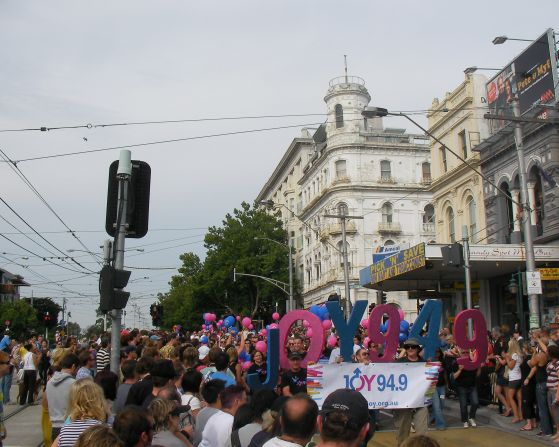
Midsumma pride march в 2008

Сент-Килда является местом проведения многих крупных ежегодных мероприятий. Самый большой из них — фестиваль Святой Килды. Этот однодневный фестиваль, который считается крупнейшим в Австралии бесплатным музыкальным фестивалем, включающий в себя живые музыкальные выступления, танцевальные представления, общественные мероприятия, карнавальные аттракционы, уличные представления, ярмарку с продуктовыми ларьками, а также специальную детскую зону. Начиная с первого фестиваля в Сент-Килде в 1980 году, это мероприятие стало более масштабным и теперь привлекает более полумиллиона посетителей каждый год. В Сент-Килде также проходит ежегодный гей-парад, который начинается на Лейксайд-драйв и движется по Фицрой-стрит к Катани Гарден. Фестиваль короткометражных фильмов в Сент-Килде является самым продолжительным в Австралии фестивалем короткометражных фильмов, где демонстрируются австралийские короткометражные фильмы с 1983 года. По традиции недельное мероприятие начинается с звёздной премьеры в театре Palais.
Сент-Килда также является местом проведения Мельбурнского фестиваля андеграунд-фильмов. До 2009 года в Сент-Килде проходил Кубок Комьюнити, праздник массового австралийского футбола, привлекавший рекордное количество посетителей (до 23000), где проходил сбор средств для местной благотворительной миссии Святого Сердца. Аналогичен ежегодный матч звёзд по крикету, известный как Batting for the Battlers, который проводится на арахисовой ферме напротив Луна-парка и привлекает до 2000 человек. Среди других местных мероприятий — кинофестиваль в Сент-Килде и фестиваль писателей в Сент-Килде. Сент-Килда также проводит свою собственную, локально-организованную конференцию TEDx — TEDxStKilda — событие, которое базируется на формате и принципах TED.
В Сент-Килде организован первый крупный рынок искусств и ремёсел Мельбурна, который работает на Эспланаде каждое воскресенье с 1980-х гг. В последние годы в Мельбурне он конкурирует с рынком искусств и ремесел Southbank на набережной Southbank.

### Музыка
В Сент-Килде яркая местная музыкальная сцена, которая приняла немало живых концертов австралийских музыкантов, среди которых рок-группа Hunters & Collectors и её фронтмен Mark Seymour. Участники The Birthday Party жили здесь в конце 1970-х, когда они были известны под своим предыдущим названием The Boys Next Door. Paul Kelly, Tex Perkins, Fred Negro, Роланд С. Говард и десятки других солистов также называли Сент-Килду домом в определённые периоды своей жизни. Все скандальные и комичные случаи связанные с музыкальной сценой Сент-Килды, видел «Pub Strip» Фреда Негро. Известные местные концертные площадки это театр Palais, где проходят крупные концерты, отель Esplanade, отель Prince of Wales, также являющийся местом проведения больших концертов и выступлений диджеев, бар George с выступлениями по субботам, клуб St Kilda Bowls и Greyhound — в котором собирается местная тусовка, местные музыкальные группы, работают местные бармены и персонал, после того как отель Esplanade (Espy) выгнал их в начале нулевых годов. Greyhound пережил многомиллионную реконструкцию с 2008 года, в результате которой живая музыка уступила место преимущественно гей-и лесбийской клиентуре, опираясь на успешное проведение субботних ночных шоу, которые проходят там более 15 лет. Men at Work начинали свою карьеру в Сент-Килде как безымянная группа.

### Спорт

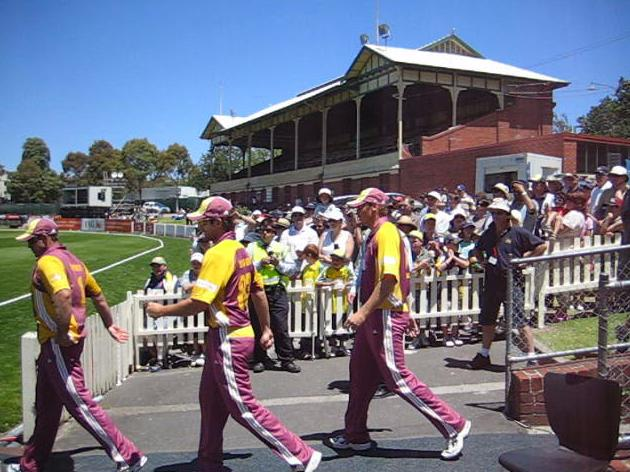
Спортивная площадка Junction Oval

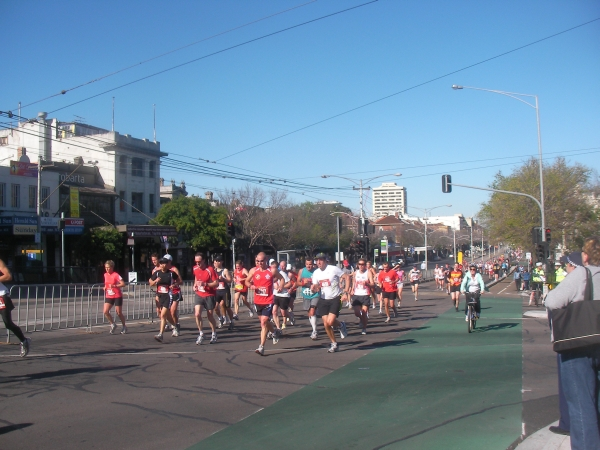
Улица Фицрой во время марафона в Мельбурне в 2009 году

Спорт в Сент-Килде очень прочно связан с австралийским футболом. Название St Kilda фигурирует в национальной Австралийской футбольной лиге как название клуба «St Kilda», известного также как «Святые». Команда сохранила название города, где была основана, хотя фактически не играет домашние матчи в Сент-Килде с 1964 года. Район Сент-Килда сыграл большую роль в развитии австралийского футбола. Футбольный клуб «St Kilda City» Южной футбольной Лиги базируется на арахисовой ферме. В Сент-Килде также существует женская команда по австралийскому футболу — «St Kilda Sharks», которая становилась обладателем титулов женской футбольной лиги Виктории в 1998 и 1999 годах. Заповедник Albert Park and Lake имеет ряд полей овальной формы, на которых проходят матчи по австралийскому футболу. Они включают в себя историческую спортивную площадку Junction Oval, на которой в прошлом проходили игры Австралийской футбольной лиги, а в последнее время она является тренировочным центром для футбольного клуба Мельбурна. Несколько любительских клубов Футбольной ассоциации Виктории также используют парк в качестве домашних площадок для своих матчей и тренировок, включая футбольный клуб «Collegians» (Harry Trott Oval), футбольный клуб «Powerhouse» (Ross Gregory Oval) и «Old Melburnians» (Junction Oval). Кубок Комьюнити был знаковым событием для австралийского футбола, которое проводилось в течение 14 лет местной Миссией Святого Сердца, которая до 2007 года привлекала большое количество зрителей (до 23 000).
В Сент-Килде также очень популярен крикет. Junction Oval в заповеднике Сент-Килды является домашней ареной крикетного клуба «Сент-Килда» и периодически крикетного клуба «Bushrangers», а также был местом, где состоялся профессиональный дебют Шейна Уорна. Сент-Килда также может похвастаться широким спектром команд в других видах спорта, включая [[[хоккей]]ный клуб «Collegians-X», бейсбольный клуб «St Kilda», клуб по алтимат фрисби и несколько любительских футбольных клубов.
В Сент-Килде открыта площадка для игры в боулз, которая привлекает молодых игроков и была популяризирована в кино и телевидении. «St Kilda Lawn Bowls Club» на Фицрой-стрит имеет многолетнюю историю и сохраняет свое наследие в здание клуба, а также проводит множество общественных мероприятий.
На пляже Сент-Килды проходили многие соревнования по водным видам спорта, в том числе и международные, к примеру чемпионат мира 2007 года. Соревнования по триатлону и велоспорту на Играх Содружества 2006 года проходили на побережье, а дистанция марафон на некоторых главных улицах Сент-Килды. Ежегодный Мельбурнский Марафон также проходит через Сент-Килду. Пляж Сент-Килды регулярно используется для проведения национальных и международных турниров по пляжному волейболу.

### Отдых и досуг
Отдых на пляжах Сент-Килда-Вест и Middle Park разделяется на активный и пассивный. Активный включает в себя большинство водных видов спорта: виндсёрфинг, парусный спорт, кайтсёрфинг, роллерблейдинг, пляжный волейбол, дайвинг, катание на гидроциклах, воднолыжный спорт, парашютизм на пляже. Пассивный подразумевает плавание и солнечные ванны. Также к категории активного спорта можно отнести времяпрепровождение в скейт-парке на Marine Parade, другой скейт-парк, находящийся в стадии обсуждения проекта, согласно проекту будет располагаться в районе улицы Фицрой до конца Альберт-парка.

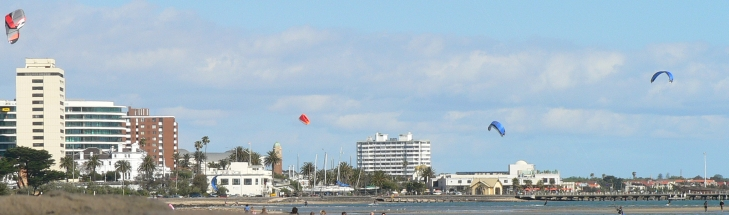
Кайтсёрфинг на пляже Сент-Килды

## Местные достопримечательности

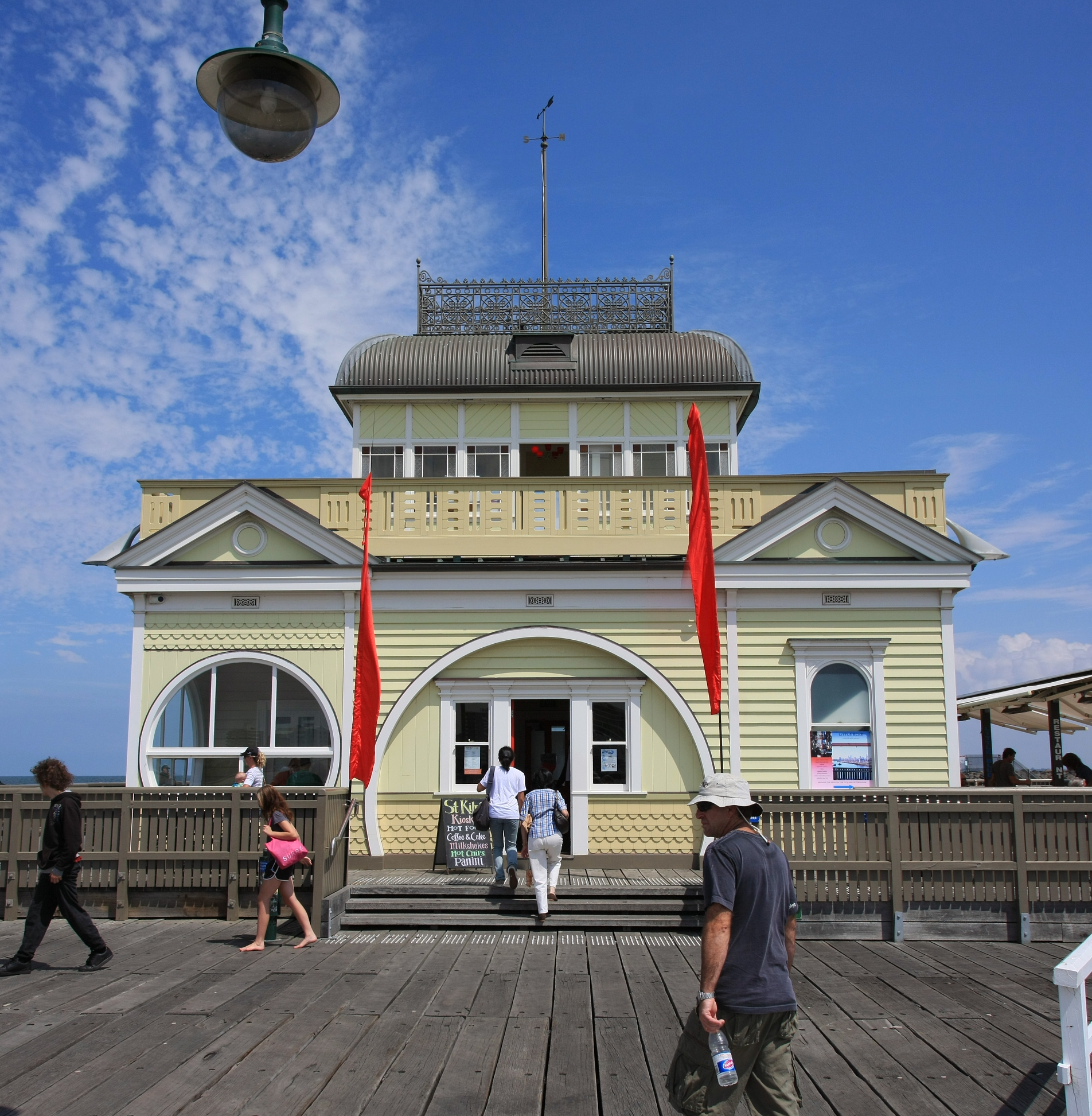
Павильон Сент-Килды, ранее киоск Kerby, недавно реконструирован

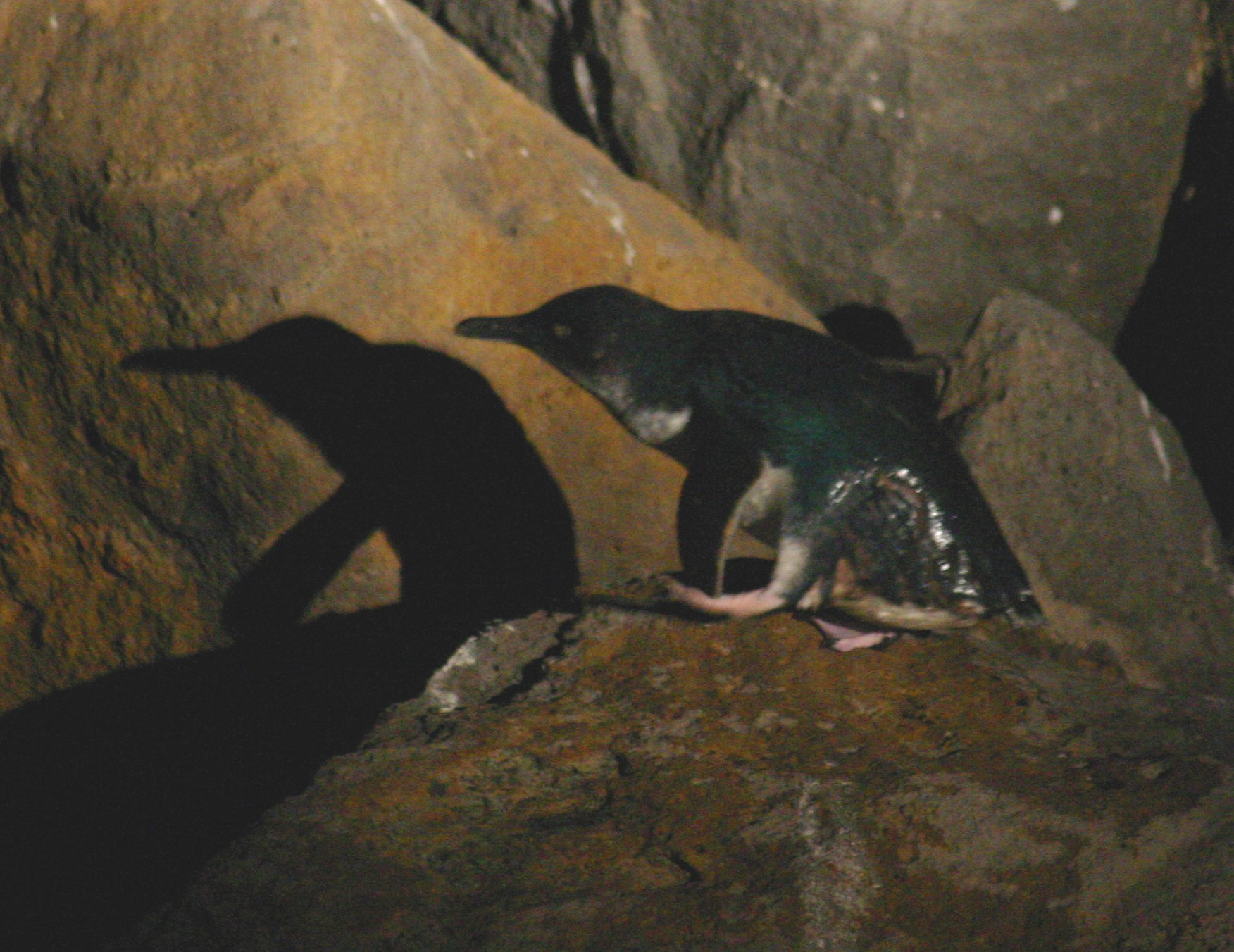
Сказочный пингвин взбирается к своему гнезду на волнорезе Сент-Килды

В Сент-Килде собрано много местных достопримечательностей, большинство из которых сосредоточено на Эспланаде и побережье, некоторые из которых увенчаны куполами в стиле исламской архитектуры, которые сооружались на рубеже веков. Пожалуй, самым известным является Луна-парк, парк развлечений начала 20-го века со входом «Moonface» и исторической живописной железной дорогой.
Пирс Сент-Килды — ещё одна местная достопримечательность и главная достопримечательность для туристов. Пирс заканчивается павильоном Сент-Килда, Эдвардианским зданием в форме английских павильонов на пирсе, которое считается очень важным в культурном отношении для жителей Мельбурна. Недавно он был реконструирован после поджога и внесён в реестр наследия Виктории. У пирса есть длинный волнорез, который укрывает гавань Сент-Килды и служит пристанищем для колонии малых пингвинов.
Пляж Сент-Килды, накрываемый мягкими волнами залива популярен среди пловцов и любителей загара в летние месяцы. Однако, как и большинство столичных пляжей у устья Ярры, здесь низкое качество воды.
Спа-комплекс Сент-Килды был построен в тематике исламской архитектуры в конце 1920-х годов и разрушен в 1990-х годах, сохранением только двух башен. После долгого простоя, связанного с банкротством первоначального разработчика Ханны Фридман, здание было перестроено так, чтобы сохранить оригинальный стиль и продолжить историю «Морских ванн» в Сент-Килде, которая восходит к 1850-м гг. иногда упоминаемых как «Chadstone by the Sea» (Chadstone-огромный торговый центр). Экленд-стрит — это торговый и ресторанный район с многочисленными кондитерскими и кафе. Там также располагается ряд арт-объектов. Теперь это тупиковая улица с трамвайной остановкой и площадью, перекрывающей её у улицы Баркли.
Ратуша Сент-Килда здание, первоначально построенное Уильямом Питтом. Была сожжена в 1980-х годах, и её интерьер пришлось значительно переработать. Прямо напротив находится публичная библиотека Сент-Килды, построенная в 1971—1973 годах на Карлайл-стрит, 150. Дизайн в стиле брутализма архитектора Энрико Таглиетти, разработан так, чтобы создавалось впечатление открытой книги. За этот реализованный проект бюро Ashton Raggatt McDougall получило награду в 1994 году.

## Архитектура
Пережив несколько эпох развития и упадка, для архитектуры Сент-Килды характерно эклектичное сочетание разнообразых стилей жилых построек, начиная от рядов блокированной застройки, Эдвардианских домов и домов и квартир межвоенных лет до послевоенного и современного строительства. Большая часть инновационной архитектуры Сент-Килды признана на национальном уровне.
Сент-Килда в традиционном представлении курортного города наполнена особняками в стиле «бума», возводимых с появления первых поселенцев. Исторические резиденции включают: особняк Эйлдона на Грей-стрит, построенный в 1855 году (позже изменённый) по проекту Рида и Барнса представляющий величественное большое старинное здание, Хьюисон-Хаус, построенный на Чапел-стрит 25 в 1869 году — бывший особняк, ставший административным зданием гимназии Святого Митчела, Терраса Марион на Бернетт Стрит, построенная в 1883 году, считается одним из лучших террасных домов в стиле Второй Империи в Австралии, большой викторианский особняк Мирнон Холл, построенный в 1890 году на Экленд-стрит и богато украшенный чугуном.

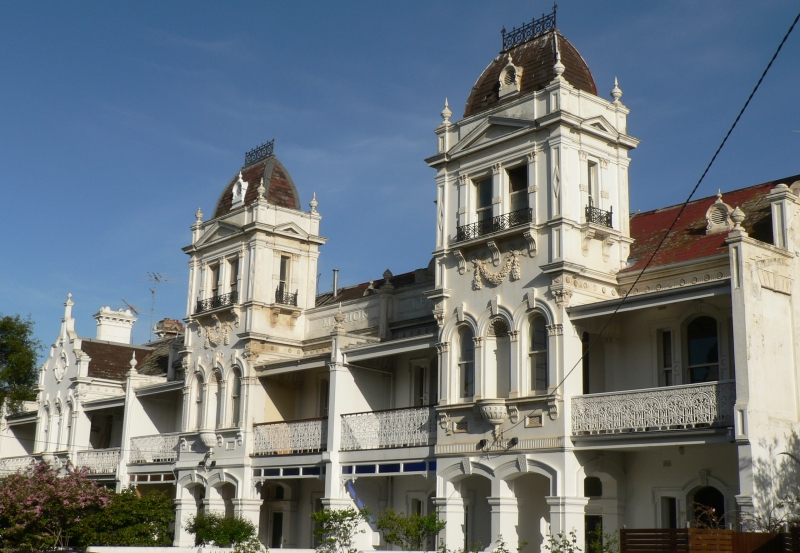
Marion Terrace

Эдвардианские здания включают в себя Монастырь, построенный в 1890 году на Алма-Роуд, один из немногих домов Мельбурна в романском стиле Ричардсона, построенный как пансион для женской школы, но теперь являющийся частной резиденцией.
В межвоенные годы архитектура Сент-Килды пополнилась апартаментами. Эта эпоха отмечена ранними выдающимися проектами, включая Величественные Дворцы на улице Фицрой (1912). Томпкинс — это смесь Эдвардианских стилей и одно из самых ранних зданий с отдельными квартирами в Мельбурне. Особняки Саммерленда, построенные в 1920 году на Фицрой-стрит, — ещё один квартал с многоквартирными домами, редком в Мельбурне. Бельмонт Флэтс на углу Алма-роуд и Чапел-стрит была построена в 1923 году, смело сочетающий искусство, ремесла и дух калифорнийских бунгало, применённых к многоквартирному дому. Апартаменты Бельведер на Еспланаде, 22 на угулу Роб-стрит были возведены в 1929 году и представляют собой жилой дом в стиле Испанской колониальной архитектуры, спроектированный Уильямом Х. Мерритом и попавший на экраны, благодаря сериалу Наша тайна жизнь. Все эти здания занесены в реестр наследия Виктории. Беймор-корт — внушительный квартал испанской колониальной архитектуры, построенный в 1929 году, был снесён в ноябре 2004 года, чтобы освободить место для высотного жилого комплекса Эспланада.
Здание Edgewater Towers, построенное в 1961, было первым высотным сооружением Мельбурна и самым высоким в Виктории.
Сент-Килда также славится и современными жилыми проектами. Апартаменты Сент-Леонардс на одноимённой улице — это два квартала постмодернистских апартаментов, построенных в 1996 году по проекту Nonda Katsalidis и удостоенных Премии Архитектуры Виктории Австралийского института архитекторов.

### Исторические здания отелей

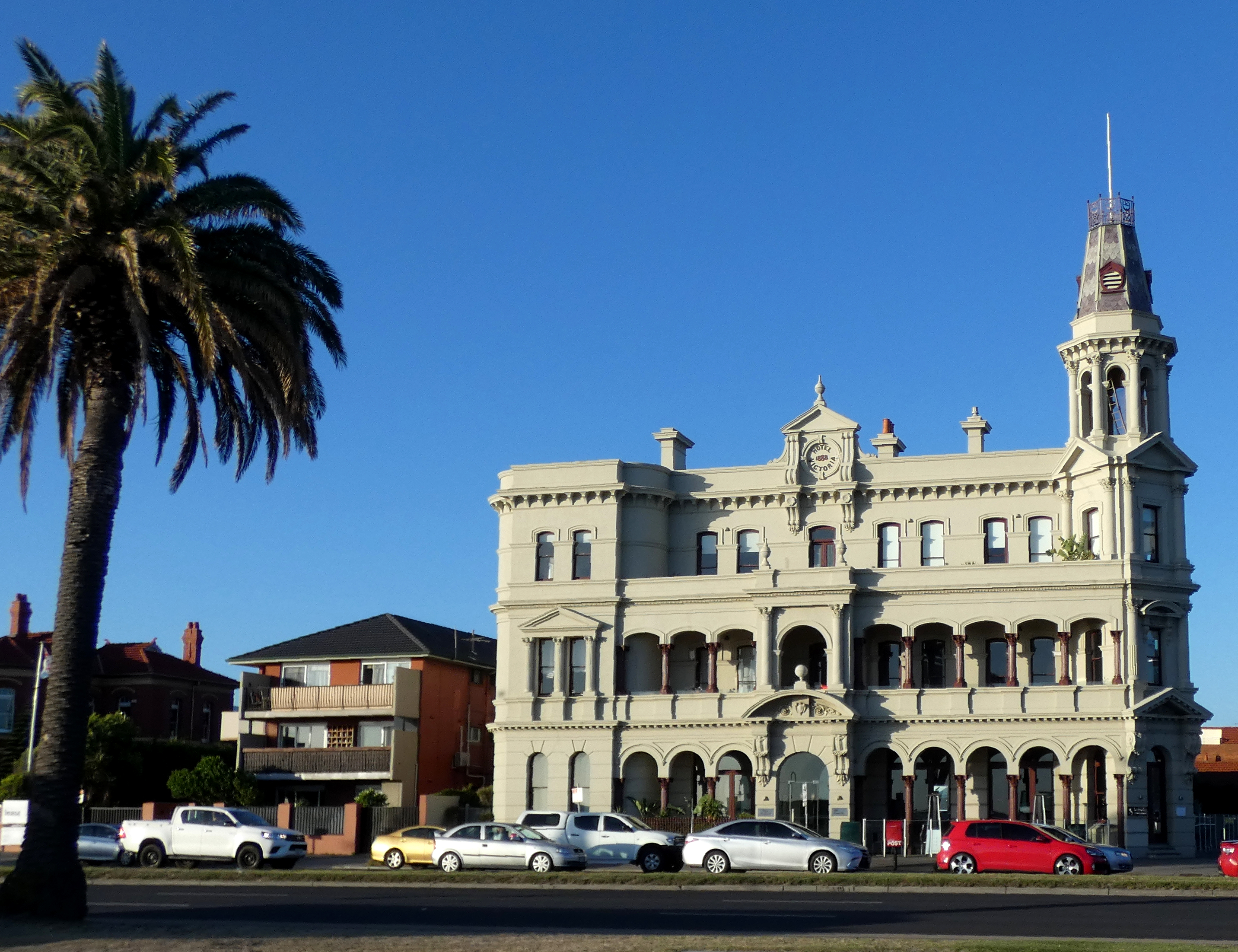
Отель Виктория (1888) на Kerferd Road.

В Сент-Килде сохранилось несколько крупных старинных отелей, некоторые из которых все ещё функционируют в своём привычном статусе, другие стали жилыми домами, а большинство внесено в реестр наследия Виктории. К ним относится отель Эспланада на одноимённой улице. Построенный в 1878 году и позже модифицированный, сейчас отель является пабом и местом проведения концертов, известным местным жителям как «Espy». Кофе Пэлас, построенный в 1870-х годах, когда-то был главным кофейным дворцом Сент-Килды, в настоящее время является хостелом. Отель Георг был построен в 1887 году на углу улиц Фицрой и Грей. С 1979 и до середины 1980-х годов «Хрустальный бальный зал» в Георге стал местом проведения панк-концертов, где свою карьеру начинали такие музыканты как Ник Кейв, Hunters & Collectors, Models и многие другие. В 1990-х годах он был переоборудован в жилой дом с однокомнатными квартирами. Совсем недавно первый этаж был отремонтирован и теперь является многофункциональным залом, ночным клубом и баром под названием The George Whitebar and Gallery. Отель Принц Уэльский был построен в 1940 году в стиле модерн на месте первого Принца Уэльского, который был построен в 1920 году. Позже в нём располагалось кабаре, а в настоящее время он стал ещё одним концертным залом.

### Сады и парки

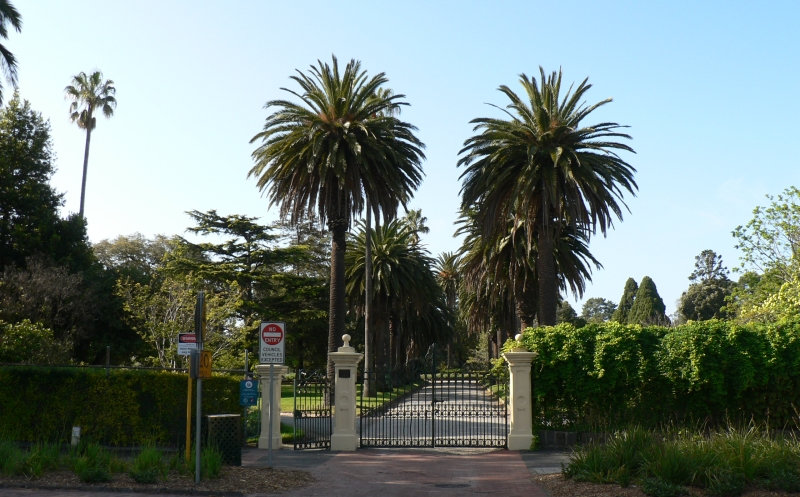
Ворота в Ботанический сад Сент-Килды на улице Блессингтон

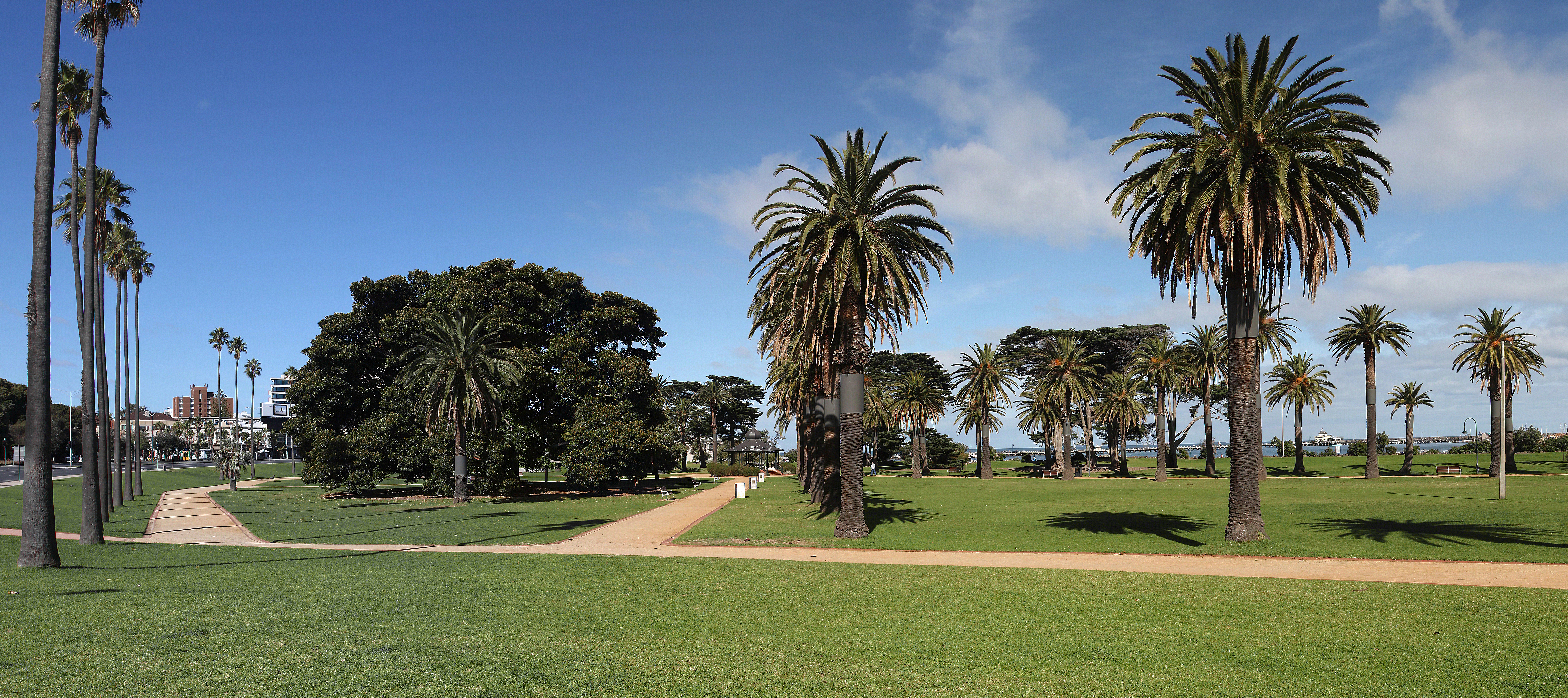
Сады Катани возле пирса Сент-Килды

Сент-Килда известна своими многочисленными парками и садами, во многих из которых произрастают канарские Финики, являющиеся синонимом этого района, а также вашингтонии. Некоторые из садов включая Ботанический сад Сент-Килды на улице Блессингтон, который включает элементы исторического наследия — входные ворота, зимний сад, розарий, озеро и здание Эко-центра. Сады когда-то были окружены особняками, но в 1960-х годах подверглись частичной застройке. Прибрежная зона Сент-Килды и Арка Катани находятся на бульваре Jacka, а на Верхней Эспланаде, где проходят воскресные ярмарки, расположен заповедник с башней Катани, украшенной часами, исторические уборные и своды. Сады Катани, расположенные между берегом, плацем Биконсфилд и Эспланадой, включают в себя военный мемориал, статую капитана Кука и здания королевской Мельбурнской Яхтенной эскадры. Отель О’Доннелл Гарденс, примыкающий к Луна-паку и Экленд-стрит, соседствует с монументом в стиле ар-деко и высокими пальмами. В Альфред сквер на Верхней Эспланаде также расположены многочисленные военные мемориалы, в том числе южноафриканский военный мемориал (1905), внесённый в реестр наследия Виктории. Альберт-Парк — это большой парк, который охватывает многие пригороды, в том числе Сент-Килду в районе Фицрой-стрит, где расположен ряд спортивных площадок и озеро. У ратуши Сент-Килды также благоустроен небольшой викторианский сад, выходящим на угол Брайтон-Роуд и улицы Карлайл.

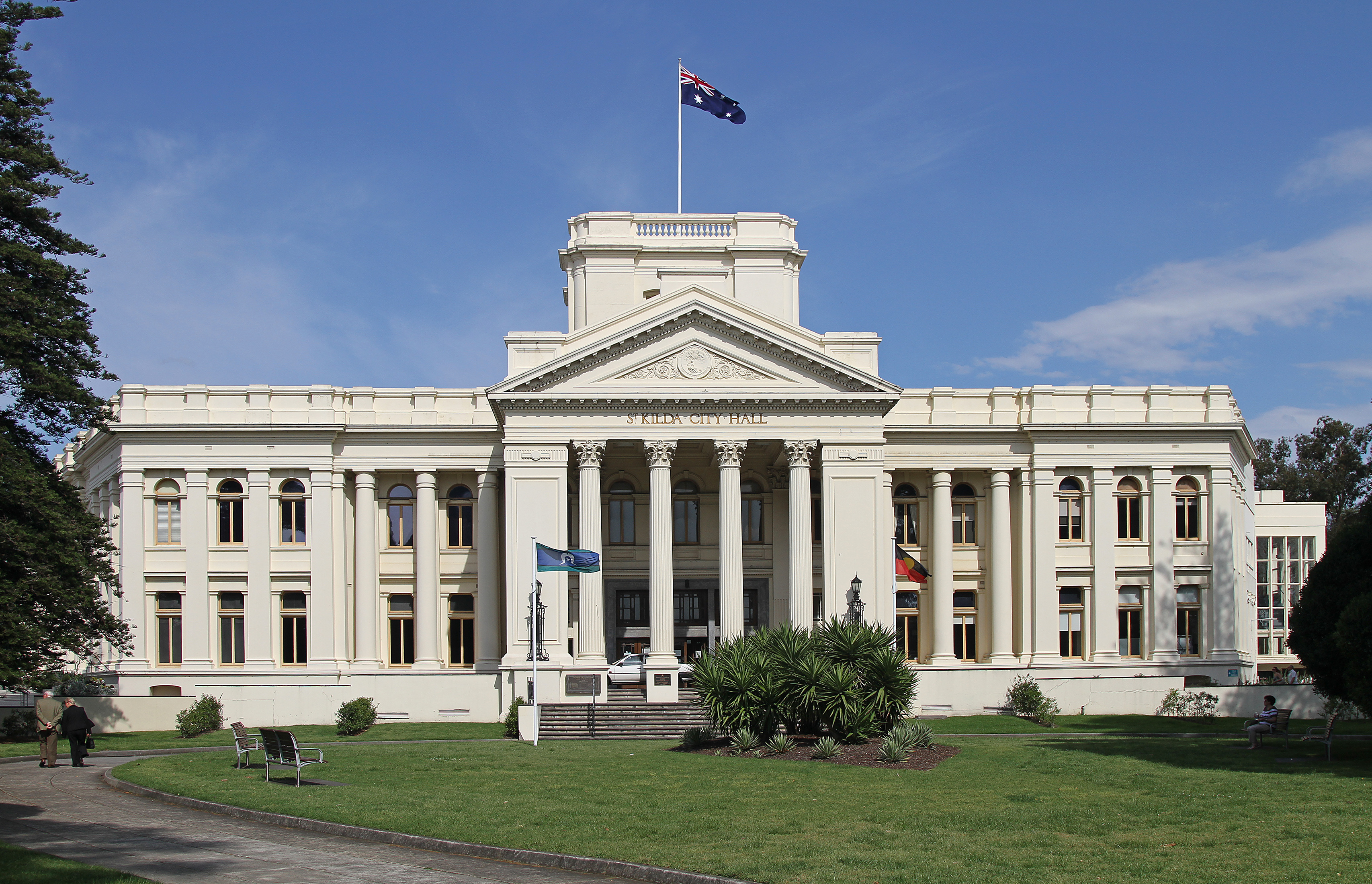
Ратуша Сент-Килды и викторианский сад

Самое известное растение в Сент-Килде один из немногих оставшихся коренных австралийских видов — «дерево Корробори». Красный цветущий эвкалипт (red gum eucalyptus), возраст которого оценивается от четырёхсот до семисот лет, можно найти на пересечении Куинс-Роуд с улицей Фицрой. Мемориальная доска рядом с его основанием гласит: «Аборигены ранних дней поселения собирались и проводили свои церемонии под этим деревом и в непосредственной близости от него». Эти церемонии отмечали важные события, рассказывали традиционные истории и способствовали единству между общинами, и обычно известны под общим термином, корробори или «нгарги» на местном языке. Место продолжало использоваться, как для церемониальных целей, так и в качестве пограничного лагеря, в течение нескольких лет после британского поселения в 1835 году, о чём свидетельствует Джейкоб Миллер, который рассказал своему сыну, как он стал свидетелем того, как оставшееся племя Кулин «исполняло свой танец вокруг старого дерева», после переезда в этот район в 1850-х годах.
Общественные сады «Veg Out» расположены около бывшего боулинг-клуба Сент-Килды в заповеднике Арахисовая Ферма. Они примечательны тем, что их наполнением занимаются местные жители — каждый имеет возможность выразить себя на небольшом участке земли, что в итоге формирует красочную и яркую общую картину.

## Образование

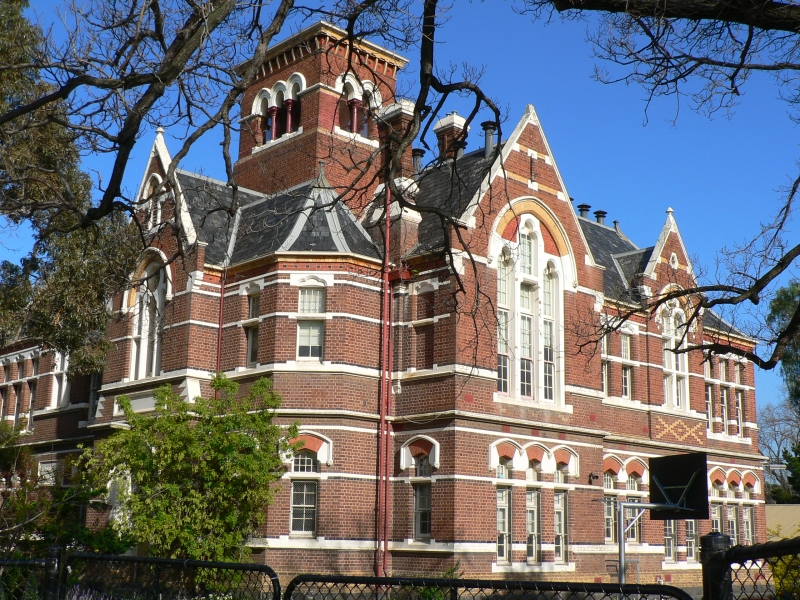
Парк Сент-Килды у здания начальной школы

Сент-Килда имеет несколько школ, в том числе общеобразовательная школа святого Митчела, колледж Christian Brothers и начальные школы Сент-Килды на Брайтон-роуд и улице Фицрой, которые имеют внушительное количество исторических построек на территории кампуса.
Другие школы включая Сент-Килда Граммар, были закрыты на рубеже веков.

## Упоминания в популярной культуре
Сент-Килда занимает видное место на телевидении. Телеканал Network Ten показывал драму The Secret Life Of Us, которая транслировалась с 2001 по 2005 год, съёмки которой проходили в Сент-Килде, в основном вокруг Экленд стрит, Фицрой стрит и в отеле Эспланада. Главные герои часто изображались играющими в футбол в садах Катани и в боулз в клубе St Kilda bowls. Оба этих места с тех пор стали местными достопримечательностями. В шоу присутствовал вымышленный паб под названием Foo Bar, который часто искали туристы, но он на самом деле не существовал. Популярность его названия позже вдохновила на реальное создание этого заведения в соседнем прибрежном городе Брайтоне. Сент-Килда также была местом проведения телешоу Мои ресторанные правила 2004 года, в ресторане Мельбурна «Seven Stones».
Во многих композициях Пола Келли упоминается Сент-Килда, в том числе From St Kilda to Kings Cross из альбома Post, где присутствуют такие лирические строчки: «я бы дал вам всю гавань Сиднея (всю эту землю, всю эту воду) для этой сладкой набережной», по отношению к Эспланаде Сент-Килды. Сент-Килда также фигурировала в таких песнях, как Убил её в Сент-Килде «Voodoo Lovecats», Ночи в Сент-Килде «Purple Dentists» и Мелодии Сент-Килды «Masters Apprentices». В начале 1990-х годов районная «супергруппа» «Hell to Pay» выпустила песню Праведники и короли, в которой была строчка: «Не так много святых в Сент-Килде».
Многие фильмы и видеоклипы были сняты в Сент-Килде, включая сцены в помещениях из Подлинной истории банды Келли, пляжные сцены хита Болливуда 2005 года — фильма Салам Намасте и фильм 2006 года Кенни, в котором есть сцены с фестивалем Сент-Килды.
Австралийская рок-группа «Hunters & Collectors» сняла многие из своих видеоклипов в Сент-Килде в 1980-х годах; особое внимание уделяется «Talking to a Stranger», который использовал старую железнодорожную станцию Сент-Килда, «Say Goodbye», части которого были сняты в отеле Георг и «Do you see what I see?» который был частично снят на поезде, идущем по железнодорожной линии Sandringham, проходившей через Восточную Сент-Килду, Балаклаву и Риппонлею. Другие музыканты, которые снимали клипы в этом районе, включают Эрана Джеймса с «Touched by Love», который использовал декорации Театра Palais и Пирса Сент-Килды, и группу «Something for Kate», чей клип «The Futurist» был снят на Западном пирсе Сент-Килды. Австралийская рок-группа «The Cat Empire» восклицает «Мы будем спать на песках Сент-Килды» в своей песне Толпа.
Сент-Килда также является резиденцией вымышленного персонажа, достопочтенной Фрайни Фишер из серии детективных романов автора Керри Гринвуда «Фрина Фишер», которые были превращены в телевизионный сериал под названием «Леди-детектив мисс Фрайни Фишер».
Пригород Сент-Килда в Данидине, Новая Зеландия, был назван в честь мельбурнской Сент-Килды первым застройщиком (и бывшим мельбурнийцем) Джорджем Скоттом.
Сент-Килда стала местом съёмок видеоклипа группы «Sam Feldt & Bloombox» на ремикс композиции голландской фолк-группы I Am Oak On Trees and Birds and Fire.

## Транспорт

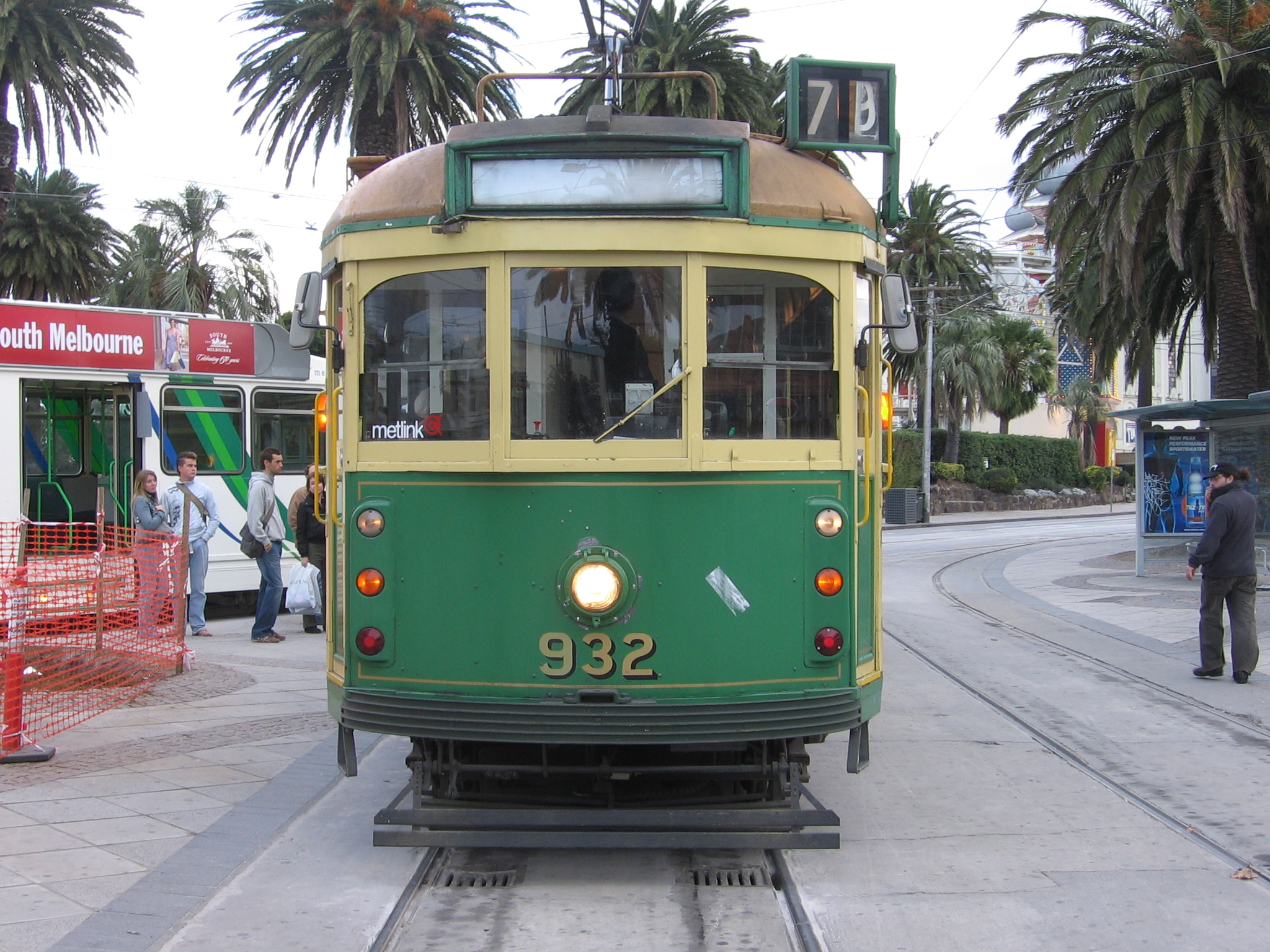
Трамвай на перекрёстке Экленд стрит, 2005 год

Сент-Килда связана с центральным деловым районом Мельбурна сетью трамвайных линий и специальной линией легкорельсового транспорта вдоль бывшей железной дороги Сент-Килды.
До города из Сент-Килды можно доехать на трамвае № 3а (по выходным), трамвае № 12 с Коллинз-стрит, трамвае № 16 с Суонстон-стрит и трамвае № 96 с улицы Бурк-стрит. Длительность всех маршрутов примерно составляет 25 минут.
В Сент-Килде также популярен водный транспорт в виде паромов и частных лодок. «Williamstown Ferries» — оператор регулярного паромного сообщения, связывающего главным образом Сент-Килду с Уильямстауном, а также с Мельбурнским центральным деловым центром, с точками высадки в основных туристических достопримечательностях, паромы которого отходят от пирса Сент-Килды. «Royal Melbourne Yacht Squadron» с офисом у гавани Сент-Килды, где оборудованы причалы для лодок и яхт, является управляющей компанией пристани Сент-Килды на Марин парад, одной из первых пристаней в Мельбурне.
Сеть велодорожек Bayside Trail проходит через Сент-Килду, где оборудована велосипедная дорожка в Копенгагенском стиле вдоль улицы Фицрой-стрит, и соединяет заповедник Альберт-Парк с побережьем.

## Дела о пропавших без вести
С Сент-Килдой связаны три известных нераскрытых дела о пропавших без вести. Линда Стилвелл была 7-летней девочкой, которая была похищена 10 августа 1968 года из Сент-Килда-Бич. Главным подозреваемым является Дерек Перси, который также был назван полицией в качестве подозреваемого в исчезновении детей Бомонт и убийствах в Ванда-Бич.
Адель Бейли была 23-летней транссексуалкой, которая исчезла из Сент-Килды в сентябре 1978 года. Её останки были найдены в 1995 году в заброшенном стволе шахты недалеко от Бонни Дун.
Луиза и Чармиан Фолкнер также исчезли за пределами своей квартиры на Экленд-стрит 26 апреля 1980 года после того, как попали в пикап, управляемый пожилым австралийским мужчиной.